# Alruna von Cham
Alruna von Cham, auch Alrun – der Name bedeutet ‚die Edle‘ oder ‚von edler Gesinnung‘ – (* um 990 in Bayern; † 27. Januar 1045 in Niederaltaich, Bayern), ist eine katholische Selige.

## Geschichte
Sie stammte aus dem Geschlecht der Edlen von Cham, aufgrund ihres Namens sahen andere die Markgrafen von Cham als ihre Vorfahren.
Nach dem Tod ihres Gatten, des Edlen Mazelin von Portis, begann sie ihr Leben als Reklusin nahe dem Benediktinerkloster Niederaltaich zu führen. Sie widmete sich dem Gebet, half Menschen durch Rat und Zuspruch und wurde aufgrund ihrer Wohltätigkeit als „Mutter der Armen“ bezeichnet. Alruna hatte einen Bedienten namens Wilhelm und eine Magd namens Mechtildis bei sich, die beide im Ruf großer Frömmigkeit standen.
Sie starb unter Abt Raimund am 27. Januar 1045 in Niederaltaich an einem heftigen Fieber. Ihr Leichnam wurde nach drei Tagen von ihren Verwandten feierlich zur Klosterkirche getragen und am Altar des hl. Oswald begraben. Es werden zahlreiche Krankenheilungen an ihrem Grab überliefert. Am 16. September 1731 wurde ihr Leichnam dem  einfachen Grabmal entnommen und feierlich auf dem Altar des hl. Oswald zur Verehrung ausgesetzt, die bis 1800 gepflegt wurde.
Sie wird als Benediktinerin mit abgelegter Markgrafenkrone dargestellt und ist die Schutzpatronin der Schwangeren und Fieberkranken.
Die Alrunastraße in Cham (Oberpfalz) ist nach ihr benannt.
Gedenktag ist der 27. Januar.